# Eugenio Biroldi
Eugenio Biroldi (Varese, 16 novembre 1756 – Varese, 22 ottobre 1827) è stato un organaro italiano.
Formatosi con il padre, Giovanni Battista Biroldi, si dimostra ben presto un abile e serio costruttore, tanto da scoraggiare ogni sorta di concorrenza, almeno per quanto riguarda la provincia di Varese: nemmeno i grandi organari Serassi, famosi a livello nazionale, riuscirono a posare opere nel territorio varesino.

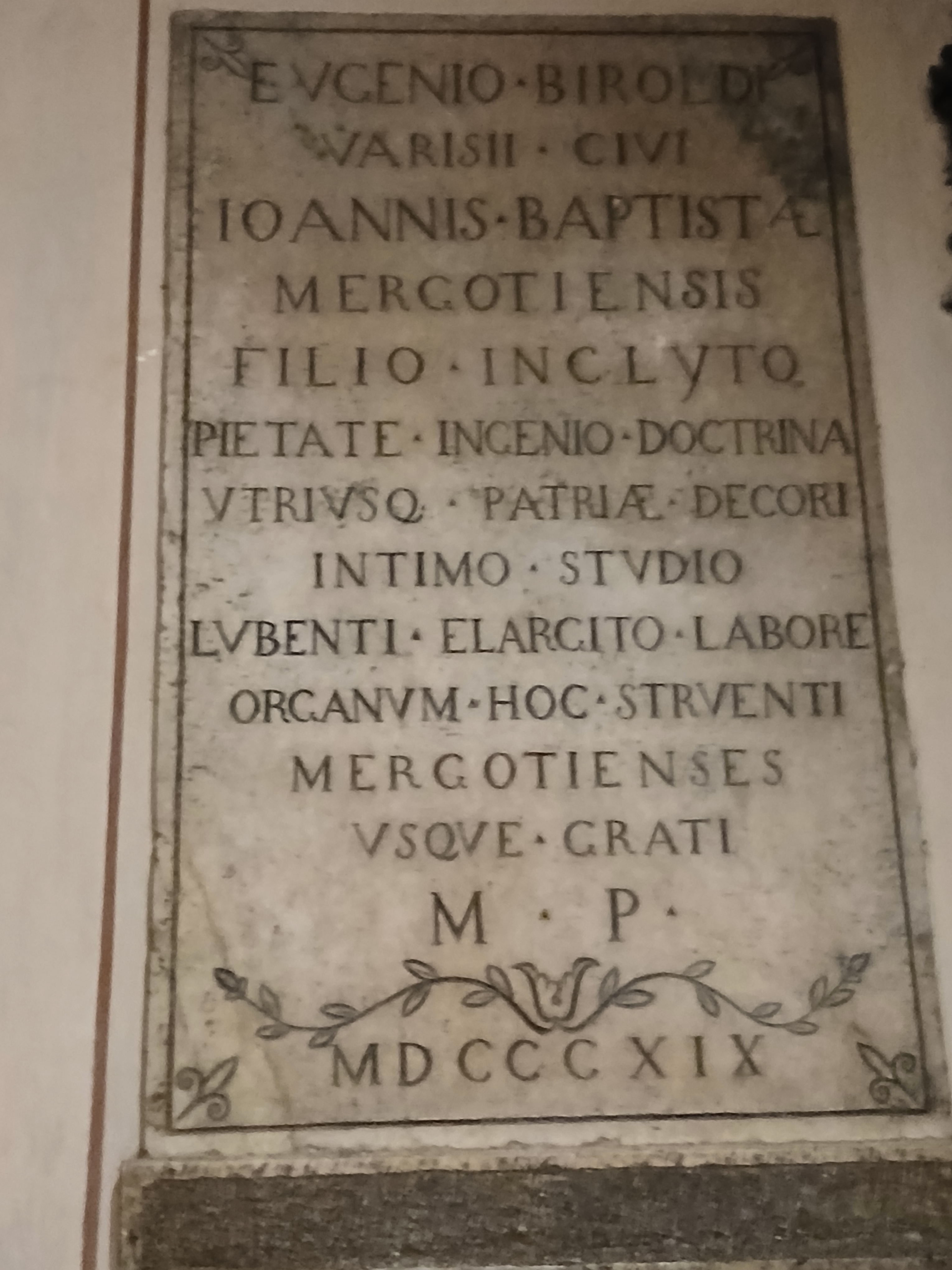
Lapide presso la chiesa della Beata Vergine Assunta di Mergozzo

Eugenio è attivissimo in Lombardia, specialmente tra Varese, Milano, Como e Lecco, ma sono segnalati suoi lavori anche a Cremona, in Piemonte e nel Canton Ticino svizzero. Non avendo avuto figli, suo erede è il nipote Luigi Maroni Biroldi. Il comune di Mergozzo gli dedicò una memoria in latino.

## Opere
Alcuni dei suoi lavori più importanti:
- Secolo XVIII: Morosolo (VA), chiesa parrocchiale – organo nuovo (insieme col padre, Giovanni Battista Biroldi)
- Sec. XVIII: Mese (SO), chiesa parrocchiale – organo nuovo
- Sec. XVIII/XIX: Brunello (VA), chiesa parrocchiale – attribuzione
- Sec. XVIII/XIX: Saltrio (VA), chiesa parrocchiale - organo nuovo poi trasferito nel Santuario di S. Giuseppe a Somazzo di Uggiate Trevano (CO) - attribuzione
- Sec. XIX: Milano, Basilica di Sant'Eufemia
- Sec. XIX: Montevecchia (LC), Santuario del Carmelo (Montevecchia) – attribuzione
- 1779: Varese, Santuario di Santa Maria del Monte (Varese) – restauro
- 1782 Cavaria, chiesa parrocchiale.
- 1784: Tradate (VA), Santuario del Santissimo Crocifisso – restauro
- 1788: Bodio Lomnago (VA), chiesa parrocchiale – organo nuovo
- 1788: Prospiano di Gorla Minore (VA), chiesa vecchia – rifacimento antico organo proveniente da Gallarate
- 1797: Verbania, Pallanza (VB), Chiesa di San Leonardo (Verbania) – organo nuovo
- 1800: Lugano (Svizzera), San Carlo – organo nuovo
- 1802: Fara Novarese (NO), chiesa parrocchiale - organo nuovo
- 1807: Milano, Chiesa di San Marco – ampliamento (dichiarato monumento nazionale per la sua ricca storia)
- 1809: Besana in Brianza (MB), Basilica di Besana – organo nuovo
- 1809: Varallo Sesia (VC), Collegiata di San Gaudenzio – ricostruzione (dal 1930 a Fobello, VC)
- 1811: Balerna (Svizzera), prepositurale – organo nuovo
- 1812: Varallo Sesia (VC), Basilica dell'Assunta – organo nuovo
- 1814: Meda (MB), Santuario Santo Crocifisso - organo nuovo
- 1814: Varese, Basilica di San Vittore – restauro
- 1817: Cuggiono (MI), prepositurale – ricostruzione
- 1819: Bosto di Varese, chiesa parrocchiale – organo nuovo
- 1819: Leggiuno (VA), chiesa parrocchiale – organo nuovo
- 1819: Mergozzo (VB), chiesa parrocchiale – organo nuovo
- 1822: Mendrisio (Svizzera), Chiesa di San Sisinio - rifacimento organo Reina
- 1824: Morazzone (VA), chiesa parrocchiale – organo nuovo
- 1824: Taceno (LC), chiesa parrocchiale – organo nuovo
- 1825: Laveno-Mombello (VA), prepositurale di Laveno – organo nuovo
- 1825: Milano, Duomo - interventi all'organo Meridionale
- 1825: Varese, chiesa di Sant'Antonio alla Motta – organo nuovo
- 1826: Vimercate (MI), chiesa parrocchiale – restauro
- 1826: Cremona, Duomo – ampliamento
- 1827: Milano, chiesa di Santa Maria Podone – organo nuovo